# Cox's Cove
Cox's Cove es un pueblo canadiense situado en la provincia de Terranova y Labrador.

## Superficie
Cox's Cove tiene una superficie de 7,23 km².

## Demografía
En 2021, tenía 664 habitantes, una densidad poblacional de 91,8 hab./km², y 335 viviendas.